# Koenigsegg CCX
El Koenigsegg CCX es un automóvil superdeportivo desarrollado por el fabricante sueco Koenigsegg. Es un biplaza de tecnología avanzada. Es el último vehículo incorporado a la gama del Koenigsegg CC. El CCX es prácticamente un auto nuevo, dado que su ingeniería fue totalmente rediseñada en muchos aspectos para cumplir con las regulaciones de los EE. UU. Esto se debe a una gran demanda de ese mercado.
La sigla CCX significa "Coupe de Competición X". El Koenigsegg CCX conmemora el décimo aniversario de la primera prueba de manejo del primer prototipo de Koenigsegg: el CC.
Su modelo predecesor, el Koenigsegg CCR, gozó de un récord Guiness como el automóvil de producción más rápido del mundo, al alcanzar los 395 km/h (245 mph) en el año 2005; más tarde este récord sería superado por el Bugatti Veyron.

## Diseño
Tanto la carrocería como el interior del Koenigsegg CCX, contienen partes nuevas. Con un nuevo diseño de parachoques delantero, diseñado para aprobar la rigurosa evaluación de parachoques, el CCX incorpora otras modificaciones que incluyen la refrigeración de frenos, faros antiniebla y luces de posición de lado tal como lo exigen las reglas estadounidenses. Las luces delanteras han sido ligeramente rediseñadas para satisfacer la nueva línea del parachoques.

## Tecnología

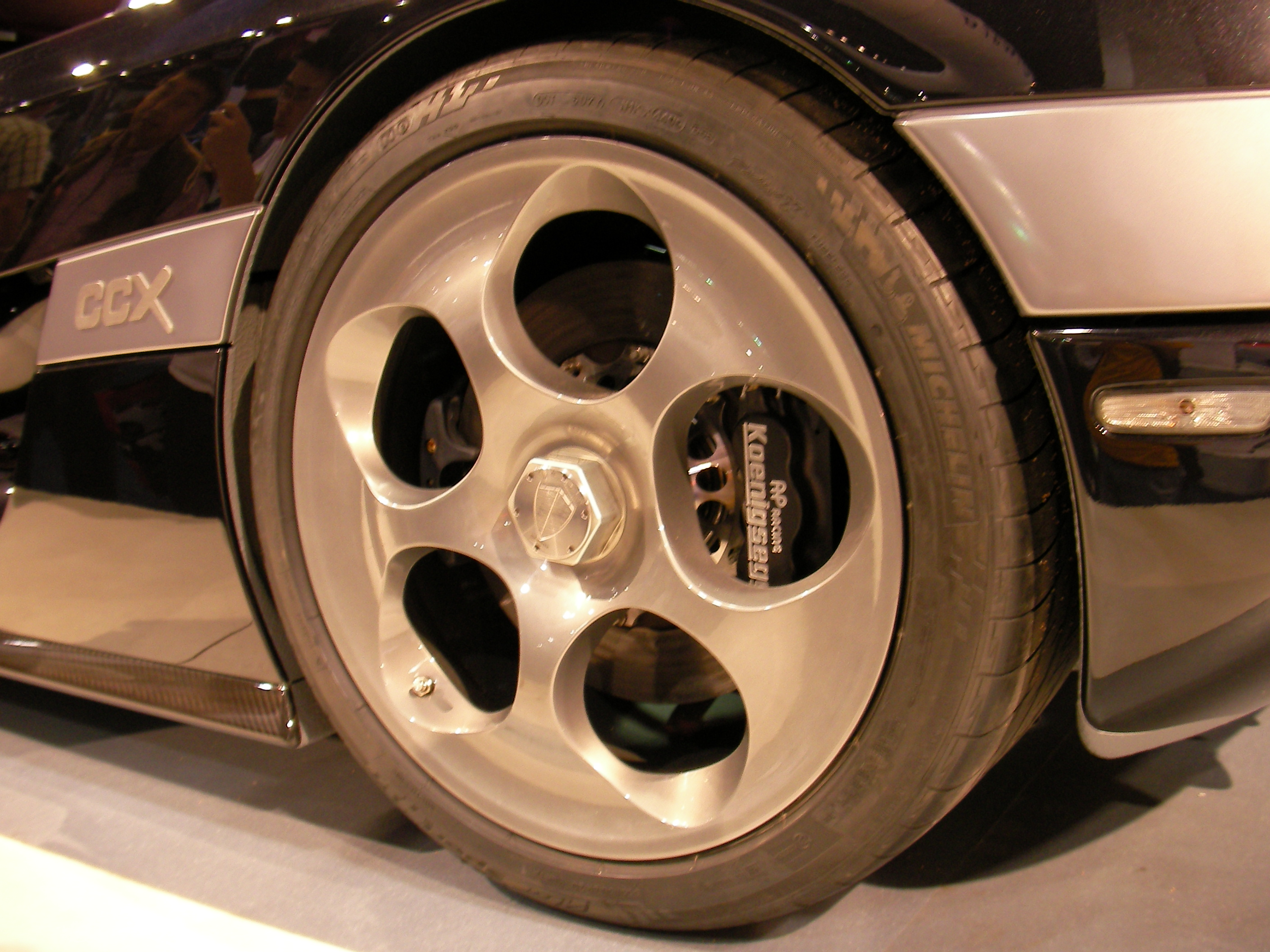
Llanta del CCX

El Koenigsegg CCX ofrecía a sus clientes, como opción, frenos de disco cerámicos de 382 mm (15,0 plg) de diámetro en las ruedas delanteras y 362 mm (14,3 plg) en las ruedas traseras. Estos frenos presentan mordazas de 8 pistones al frente y 6 detrás. Cada disco de freno cerámico es 2 kg (4,4 lb) más ligero que los discos estándar.
Otra innovación fueron las llantas opcionales de fibra de carbono. Nuevamente, cada llanta de carbono es 3 kg (6,6 lb) más liviana que las de aleación de magnesio. Así, el CCX ahorra 5 kg (11,0 lb) por rueda, convirtiéndose en el automóvil con el menor peso apoyado en el suelo. Esta es una manera de diferenciar la masa suspendida de que hace contacto con el suelo.
El chasis tipo semi-monocasco está construido con fibra de carbono pre-impregnada combinada con una estructura de aluminio tipo panal de abejas ("honeycomb") y Kevlar. Este uso de tecnología aeroespacial, cada vez más aplicada en los automóviles, permiten mantener bajo peso, reducir el tamaño manteniendo una rigidez estructural óptima para el manejo y de alta efectividad contra impactos.

## Motor

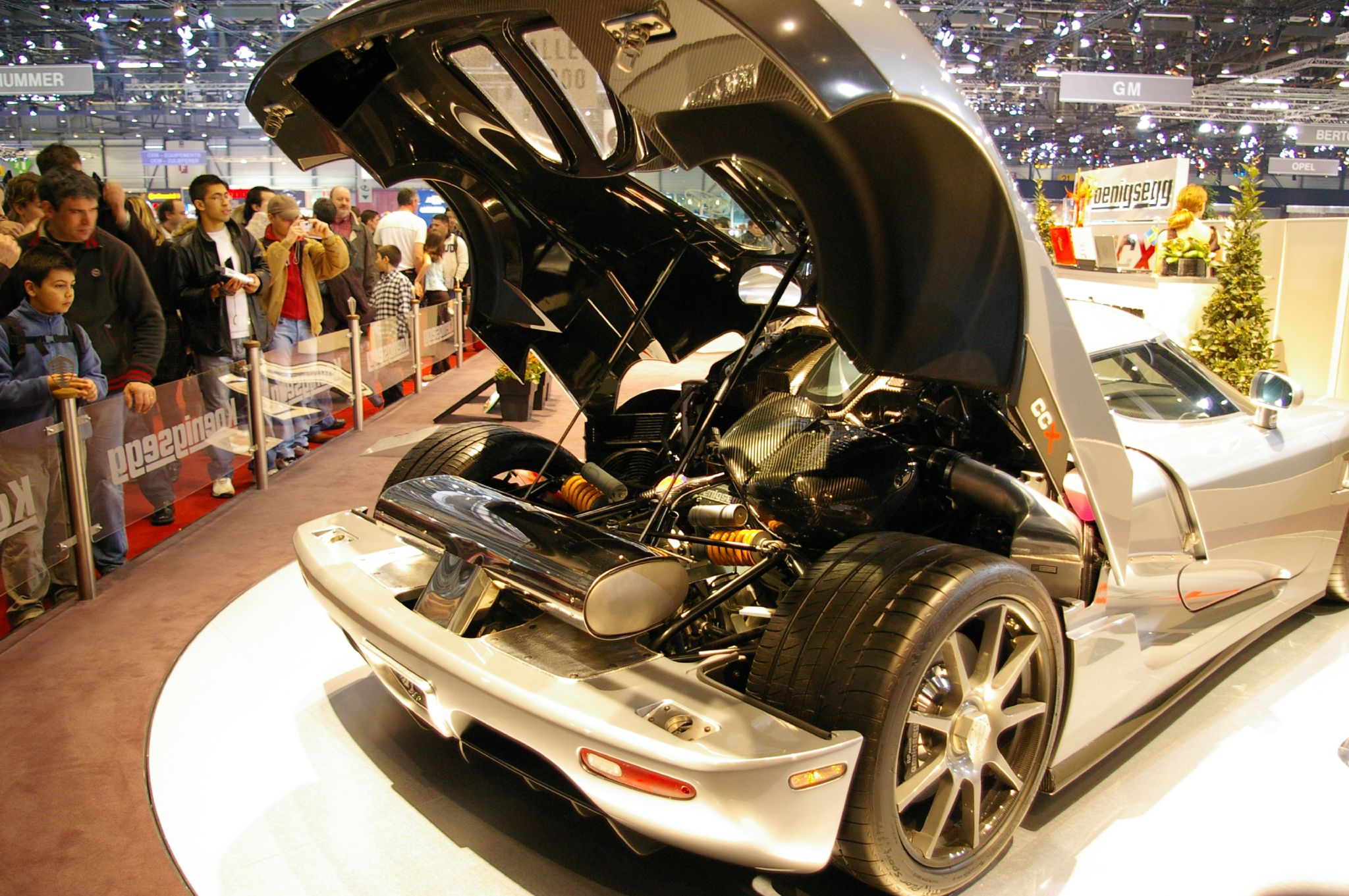
Motor de un CCX en el Salón del Automóvil de Ginebra de 2006

Quizás lo más impactante del trabajo realizado en este motor, sea que lograron adaptarlo al combustible de 91 octanos y a las estrictas normas de contaminación de California, sin renunciar a su potencia original. Para ello se rediseñaron las cabezas de cilindros, agregando mayor área para el accionamiento de las válvulas.
Otras modificaciones son los nuevos árboles de levas y la utilización de inyectores de combustibles dobles más pequeños. El tanque de combustible también fue sustituido por uno nuevo.
El motor V8 del Koenigsegg, cuenta con dos supercargadores. El bloque es de aluminio y tiene cuatro válvulas por cilindro con doble árbol de levas a la cabeza. Con 4,7 litros de cilindrada y una relación de compresión de 8,2:1, con una potencia de 806 CV (593 kW), que acelera de 0 a 100 km/h (62 mph) en 3,2 segundos y le permite desarrollar una velocidad máxima de 402 km/h (250 mph).
En marzo de 2011, el Koenigsegg CCX fue probado por expertos en test dinámico y el auto llegó a alcanzar una velocidad máxima de 419 km/h (260 mph), lo que no lo pone en 2º lugar como el superauto más rápido, tomando en cuenta a las comparaciones con el Bugatti Veyron.[cita requerida]

### Especificaciones
| Modelos                           | CCX                             | CCXR                             | CCXR Edition                    | CCXR Edition/Trevita/SE          |
| --------------------------------- | ------------------------------- | -------------------------------- | ------------------------------- | -------------------------------- |
| Cilindrada                        | 4,7 L (287 plg³)                | 4,7 L (287 plg³)                 | 4,8 L (293 plg³)                | 4,8 L (293 plg³)                 |
| Potencia                          | 806 CV (593 kW) a 7000 rpm      | 1018 CV (749 kW) a 7200 rpm      | 888 CV (653 kW) a 7000 rpm      | 1018 CV (749 kW) a 7000 rpm      |
| Par máximo                        | 920 N·m (679 lb·pie) a 5500 rpm | 1060 N·m (782 lb·pie) a 6100 rpm | 940 N·m (693 lb·pie) a 5800 rpm | 1080 N·m (797 lb·pie) a 5600 rpm |
| Aceleración 0 a 100 km/h (62 mph) | 3,2 s                           | 3,1 s                            | 3,0 s                           | 2,9 s                            |
| Velocidad máxima                  | Más de 395 km/h (245 mph)       | Más de 400 km/h (249 mph)        | Más de 400 km/h (249 mph)       | Más de 400 km/h (249 mph)        |

## Koenigsegg CCXR

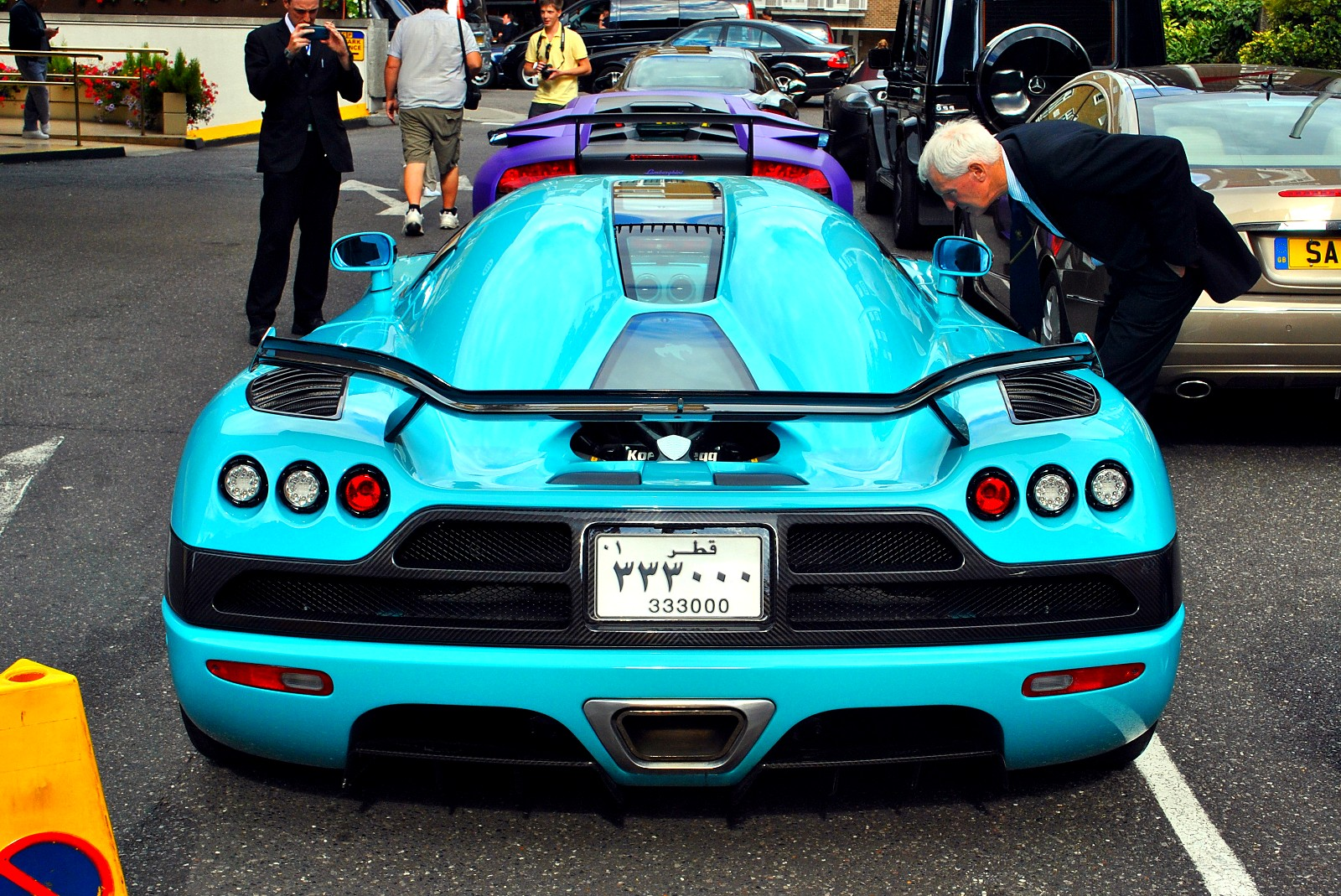
CCXR en azul turquesa de la familia Al-Thani estacionado en Londres.

El Koenigsegg CCXR es una versión "respetuosa con el medio ambiente" del CCX producido de 2007 a 2010, propulsado básicamente por el mismo motor V8 de 4,7 L (287 plg³) con dos supercargadores, pero adaptado para su uso con biocombustible E85 (85% de etanol y 15% de gasolina). Los ajustes del motor del CCXR resultan en más potencia que en el CCX, produciendo 1018 CV (749 kW) a 7200 rpm y 1060 N·m (782 lb·pie) de par motor máximo a 6100 rpm, es decir, un 25% más de potencia que el CCX, haciéndolo en su momento, el tercer automóvil de producción más potente del mundo, después del SSC Ultimate Aero TT y del Bugatti Veyron Super Sport. Este aumento de potencia le permite al vehículo ir aproximadamente a 417 km/h (259 mph) de velocidad máxima y acelerar de 0 a 100 km/h (62 mph) en 2.9 segundos, debido al uso de materiales muy livianos como el kevlar y la fibra de carbono para su construcción.
Tiene un consumo promedio de 22 litros (5,8 galAm) por cada 100 km (62 mi), lo que lo convierte en uno de los superdeportivos más ecológicos del planeta.
Las ruedas traseras son fabricadas exclusivamente para este modelo, y son Michelin Pilot Sport de 335/30 y rines de 20 pulgadas (50,8 cm). El vehículo está homologado para circular en carretera. Se fabricaban 3 unidades mensuales. Su costo aproximado es de 1,5 millones de €, superando en este aspecto a modelos como el Bugatti Veyron y el Ferrari FXX.

## Versiones Especiales

### CCXR Edition

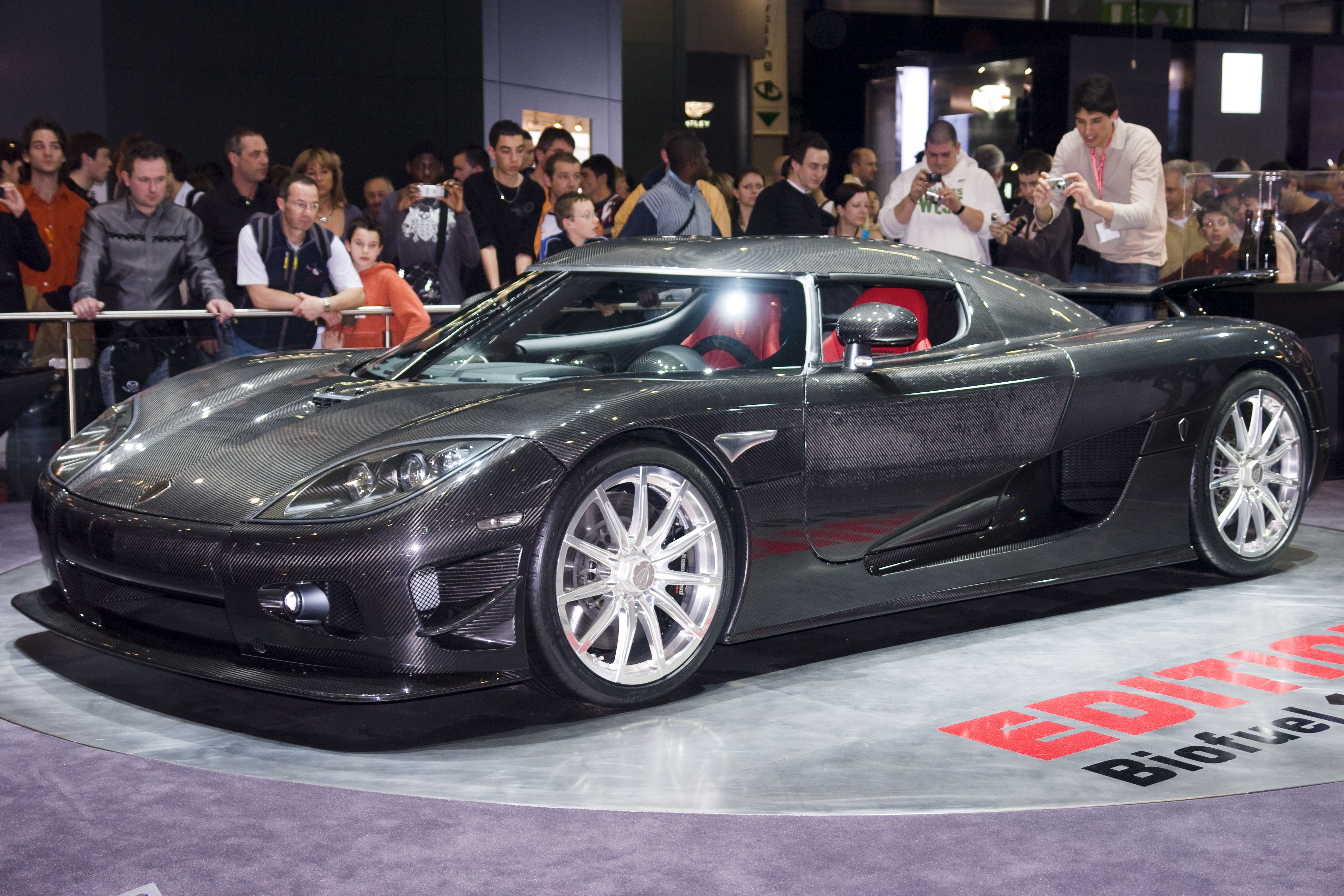
Koenigsegg CCXR Edition

El Koenigsegg CCXR Edition es una edición limitada del Koenigsegg fabricados en 2008. El Koenigsegg CCXR Edition sólo está disponible por órdenes especiales en un plazo muy limitado de 6 modelos de producción. Todo el cuerpo es de fibra de carbono sin pintar (en negro clásico). El forjado, mecanizado y ruedas de aluminio pulido. Los automóviles Koenigsegg CCXR Edition son extremadamente ligeros e incorporan freno óptimo refrigeración. La superficie brillante y pulido de las ruedas fue elegido para maximizar el contraste con el cuerpo de carbono negro claro.
El CCXR Edition tiene un alto rendimiento que especialmente está desarrollado por alerón trasero, un divisor frontal más grande, más de la parte delantera.
La velocidad máxima que alcanza el Koenigsegg CCXR es 420 km/h (261 mph).

### CCXR Trevita

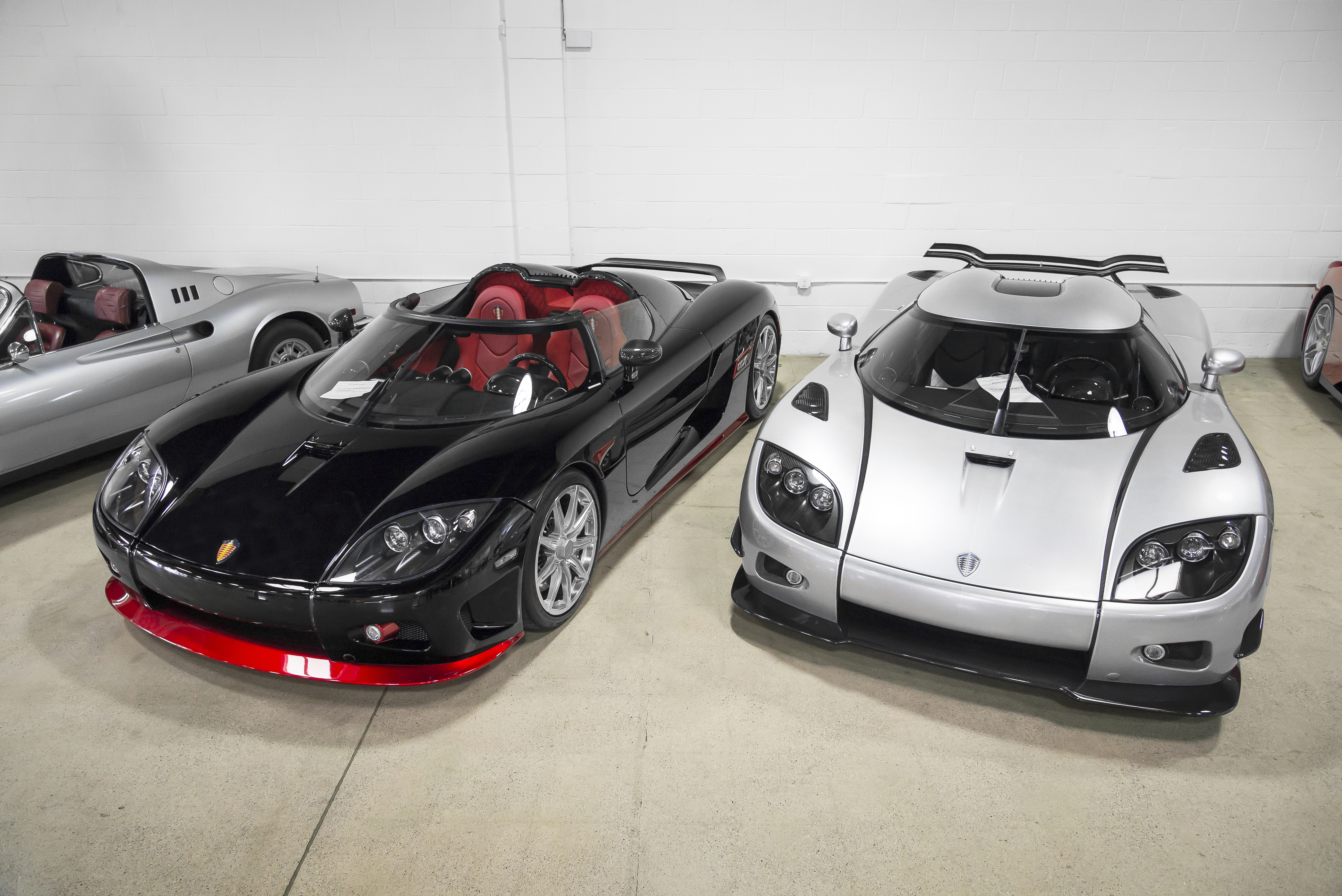
Koenigsegg CCXR SE y Koenigsegg CCXR Trevita

El CCXR Trevita es una edición limitada de la edición de Koenigsegg CCXR con un acabado de diamante tejido en fibra de carbono. Trevita es una abreviatura en sueco y se traduce en tres blancos. Hasta el desarrollo del CCXR Trevita, sólo ha sido posible utilizar fibra de carbono en negro clásico.
La carrocería diamante, totalmente desarrollada por Koenigsegg, es un método nuevo y único para la fabricación de fibra de carbono del CCXR Trevita. Al utilizar este método nuevo y único, Koenigsegg ha logrado fibras con una capa de acabado en diamante. El proceso fue desarrollado completamente en la sede de Koenigsegg en Ängelholm, Suecia, donde se lleva a cabo el tratamiento de la fibra con cuidado en pequeñas cantidades, antes del procesamiento de los materiales preimpregnados. El Koenigsegg CCXR Trevita es el primer superdeportivo street legal (legal en carretera) más caro por el momento, con un precio total de USD$ 4.850.000 (€ 3400000 o 35000000 Corona sueca).
Sólo se producirán tres CCXR Trevita, por lo que es el más raro y exclusivo de los vehículos fabricados por Koenigsegg. Los tres coches contarán con la carrocería Koenigsegg de diamantes, doble ala trasera de carbono, inconel sistema de escape, frenos cerámicos de carbono con ABS, bolsas de aire, cambios en el volante, crono grupo de instrumentos, sistema de información y entretenimiento, sistema de control neumático y un sistema de elevación hidráulico.